# Compagnies franches de la Marine à l'île Royale
Les Compagnies franches de la Marine à l'île Royale sont un détachement de les Compagnies franches de la marine envoyé à Île Royale pour y tenir garnison. En 1713, lors de la fondation de Louisbourg, on note 21 officiers et 350 soldats. Dix ans plus tard, il y a 360 soldats et 24 officiers. En 1741, il y a 32 officiers et 560 soldats qui s'y trouvent. Par ailleurs, à l'île Royale, les données diffèrent également du nombre de recrues réellement en place puisqu'elles sont toujours en nombre insuffisant. Par exemple, en 1719, il manque une cinquantaine de soldats et, deux ans plus tard, près d'une centaine. Par la suite, ils sont en général de 20 à 30 de moins que le maximum permis, mais ce déficit s'élève à quelque 80 en 1731. L'arrivée de renforts le réduit, mais jusqu'à l'année 1744, il manque habituellement de 30 à 40 soldats pour remplir les effectifs. Après que Louisbourg fut redonnée à la France en 1748, il y avait
96 officiers et 1 200 soldats pour protéger la colonie.
| Compagnies franches de la Marine à l'île Royale | Compagnies franches de la Marine à l'île Royale | Compagnies franches de la Marine à l'île Royale | Compagnies franches de la Marine à l'île Royale | Compagnies franches de la Marine à l'île Royale | Compagnies franches de la Marine à l'île Royale |
| Années                                          | Années                                          | Compagnie                                       | Soldats                                         | Officiers                                       |                                                 |
| ----------------------------------------------- | ----------------------------------------------- | ----------------------------------------------- | ----------------------------------------------- | ----------------------------------------------- | ----------------------------------------------- |
| 1713                                            |                                                 | 7                                               | 350                                             | 21                                              |                                                 |
| 1722                                            |                                                 | 6                                               | 300                                             | 18                                              |                                                 |
| 1723                                            |                                                 | 6                                               | 360                                             | 24                                              |                                                 |
| 1730                                            |                                                 | 8                                               | 480                                             | 32                                              |                                                 |
| 1741                                            |                                                 | 8                                               | 560                                             | 32                                              |                                                 |
| 1749                                            |                                                 | 24                                              | 1200                                            | 96                                              |                                                 |